# Janet Cobbs
Janet Cobbs, née le 22 février 1967 à Garden Grove, est une joueuse de volley-ball américaine.

## Carrière
Janet Cobbs participe aux Jeux olympiques de 1992 à Barcelone et remporte la médaille de bronze avec l'équipe américaine composée de Paula Weishoff, Yoko Zetterlund, Elaina Oden, Kimberley Oden, Teee Sanders, Caren Kemner, Ruth Lawanson, Tammy Liley, Liane Sato, Tara Cross-Battle et Lori Endicott.